# Geelrugwielewaal
De geelrugwielewaal (Oriolus xanthonotus) is een zangvogel uit de familie Oriolidae (Wielewalen en vijgvogels). 

## Taxonomie
De vogel werd in 1821 door de Amerikaanse vogelkundige Thomas Horsfield geldig beschreven. De ondersoorten O. x. consobrinus en O. x. persuasus die voorkomen op Noord-Borneo en het Filipijnse eiland Palawan zijn als aparte soort afgesplitst op grond van zowel moleculair genetische analyses als bestudering van hun zang en morfologie.

## Kenmerken
De vogel is 17,5 tot 19 cm lang. Het mannetje heeft een zwarte kop en borst en zwarte vleugelveren. De mantel en de rug zijn helder geel en ook de onderstaartdekveren zijn geel; de staartveren zijn net als de vleugelveren zwart. Het vrouwtje heeft ook gele onderstaartdekveren en net als het mannetje streepjes op de buik en een rode snavel. Het vrouwtje is echter van boven overwegend groen, op de rug meer gelig groen en verder streepjes op de borst en keel.

## Verspreiding en leefgebied
Er zijn twee ondersoorten:
- O. x. xanthonotus: Maleisië, Sumatra, Java en Borneo.
- O. x. mentawi: westelijke Sumatraanse eilanden.

De leefgebieden Oriolus xanthonotus (sensu lato) liggen in vochtig tropisch altijd groenblijvend bos, ook wel in seundair bos in moerassig gebied op hoogtes onder de 1200 meter boven zeeniveau. Door habitatverlies (ontbossing) is de vogel gevoelig voor uitsterven.

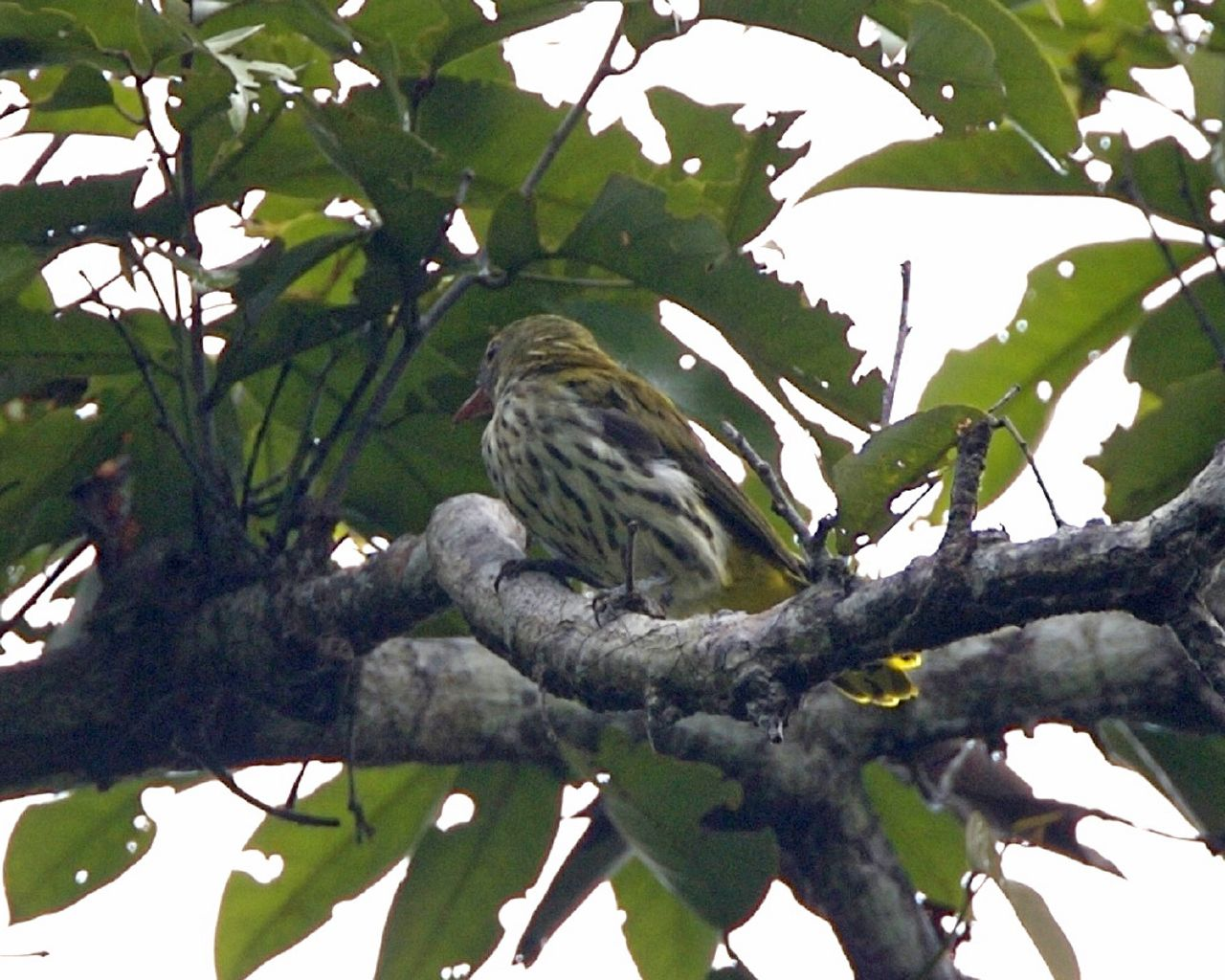
vrouw
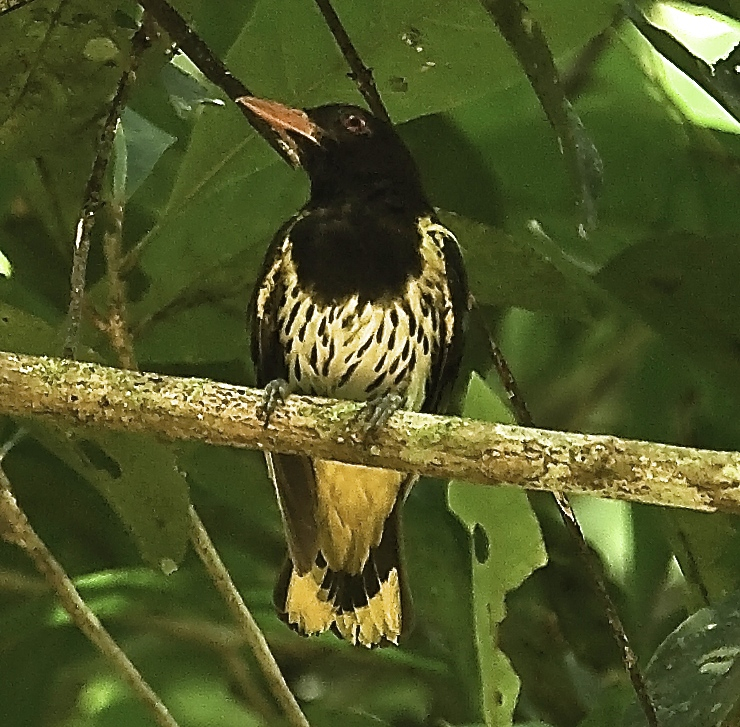
man